# Amt Saaleck
Das Amt Saaleck war eine zum Hochstift Naumburg-Zeitz gehörige territoriale Verwaltungseinheit. 1544 ging es im Amt Naumburg auf und gehörte mit diesem seit 1564 zum Kurfürstentum Sachsen.

## Geographische Lage
Das Amt Saaleck lag beiderseits der Saale südwestlich von Naumburg in der Nähe der Mündung der Ilm. Angrenzende Verwaltungseinheiten waren im Norden das wettinische Amt Eckartsberga und das Gebiet des Klosters Pforta (späteres Schulamt Pforta), im Osten das Gebiet der Rudelsburg unter wettinischer Oberlehnshoheit, im Süden das wettinische Amt Camburg und im Westen eine Exklave der Herrschaft Tautenburg und das wettinische Amt Pforta. Exklaven waren im Norden der Ort Punschrau und im Süden der Ort Lachstedt. Das Amtsgebiet liegt heute größtenteils im Land Sachsen-Anhalt und umfasst einige südwestliche Ortsteile von Naumburg im Burgenlandkreis. Lachstedt ist ein Ortsteil der Gemeinde Schmiedehausen im Landkreis Weimarer Land im Freistaat Thüringen.

## Geschichte

### Vögte und Schenken von Saaleck
Die Burg Saaleck wurde um 1050 als Grenzburg zum Schutz an einer wichtigen Handelsstraße erbaut. Als Bauherren der Burg kommen die Landgrafen von Thüringen, die Markgrafen von Meißen oder die Naumburger Bischöfe in Betracht. Im Jahr 1140 wurden mit Hermannus advocatus de Salek erstmals die Edelfreien von Saaleck urkundlich genannt, die in der Folgezeit sowohl im Gefolge des Naumburger Bischofs als auch des Landgrafen von Thüringen und des Markgrafen von Meißen erscheinen. Die Reihenfolge der Vögte von Saaleck auf der Burg ist bis 1213 bekannt. Die Burg mit ihren Ländereien und den dazu gehörigen Dörfern Saaleck, Kleinheringen, Rödigen, Lengefeld, Hassenhausen, Punschrau, Lachstedt und den Vorwerken Stendorf und Kreipitzsch erhielten sie als Lehen von ihrem Landesherrn, dem Markgrafen von Meißen.
Nach dem Aussterben der Vögte von Saaleck gelangte die Burg mit dem dazu gehörigen Burgbezirk um 1220 an die Schenken von Vargula, deren auf der Burg ansässige Seitenlinie der Schenken von Tautenburg sich ab 1244 als „Schenken von Saaleck“ bezeichneten. Sie besaßen die Burg als erbliches Lehen der Markgrafen von Meißen aus dem Haus Wettin, welche ab 1247 auch Landgrafen von Thüringen waren. Später ging diese Lehnshoheit an die Naumburger Bischöfe über. Durch die zunehmende Verschuldung waren die Schenken von Saaleck ab 1305 gezwungen, einzelne Besitzungen, wie das Schenkenholz bei Möllern, Fränkenau, Niederreißen, Niederreckolstädt, Obergosserstädt oder den Ort Hassenhausen zu verkaufen. 1344 veräußerten sie schließlich die Burg Saaleck mit ihrem Zubehör an den Bischof von Naumburg, der sie aber kurzzeitig, so im Jahr 1353, wieder an die Schenken von Saaleck verpfändete.

### Das hochstift-naumburgische Amt Saaleck bis zur Eingliederung in das Amt Naumburg
1349 gingen die Besitzrechte der Schenken von Saaleck über die Burg und die zugehörigen Ländereien an den Bischof von Naumburg über. In den folgenden Jahren wurden für die Verwaltung auf der Burg bischöfliche Vögte oder Amtmänner eingesetzt. 1396 löste Bischof Ulrich II. von Radefeld die Burg endgültig ein und stellte sie unter die Verwaltung von Naumburger Amtsleuten. Der Ort Lengefeld wurde 1465 an die Schenken von der Veste verlehnt. Diese mit den Schenken von Saaleck verwandte Familie hatte ihren Sitz lange Zeit auf der benachbarten Rudelsburg, zu dessen Besitz Lengefeld ab dem 16. Jahrhundert gezählt wird.
Nach der Leipziger Teilung 1485 kam das Hochstift Naumburg und mit ihm das Amt Saaleck unter die Vogtei des ernestinischen Kurfürstentums Sachsen. 1523 wurde die Kernburg von Saaleck aufgegeben und die Amtsgeschäfte aus der Vorburg erledigt. Im Jahre 1538 belieh der Naumburger Bischof Philipp die Herren von Bünau und Ritter der Rudelsburg mit den ihnen angefallenen stiftischen Lehen, u. a. dem Vorwerk Kreipitzsch. Der Ort war in der Folgezeit mit der Rudelsburg unter einen Besitzer vereint, wenngleich er aufgrund des Lehnsverhältnisses unter der Hoheit des Hochstifts Naumburg-Zeitz stand.
Der Streubesitz der Naumburger Bischöfe um ihre Bischofskirche in Naumburg an der Saale wurde 1544 im Amt Naumburg zusammengefasst, in dem somit die älteren Ämter Schönburg und Saaleck, der Besitz der säkularisierten Klöster St. Georg und St. Moritz sowie das städtische Weichbild von Naumburg aufgingen.
Nach dem Tod des letzten Naumburger Bischofs Julius von Pflug im Jahre 1564 ging das Hochstift Naumburg mit seinen Ämtern an den albertinischen Kurfürsten August I. von Sachsen als Administrator über. Es wurde somit Nebenland des Kurfürstentums Sachsen.
Die Burg Saaleck war noch bis 1585 Wohnsitz eines Amtmanns. Nachdem er in das zur Burg gehörende Vorwerk Stendorf zog, wurde dieses zum Rittergut erhoben, während die herrenlose Burg verfiel. Zu dieser Zeit gehörten zum Amt Saaleck neben der Burg und dem Ort Saaleck die Dörfer Kleinheringen, Rödigen, Punschrau und Lachstedt, die wüsten Marken Döben und Hohendorf und die Vorwerke Stendorf und Kreipitzsch. Die Gerichtsbarkeit über das Vorwerk Kreipitzsch wurde 1581 dem neuen Besitzer der nicht zum Amt gehörigen Rudelsburg eingeräumt. Es wurde zu einem Mannlehnrittergut, blieb aber ein stiftisches Lehen. Das übrige Amt Saaleck blieb als Verwaltungseinheit im Amt Naumburg bis zur Zuordnung des stiftischen Gebiets an das Sekundogenitur-Fürstentum Sachsen-Zeitz bestehen. Herzog Moritz von Sachsen-Zeitz, seit 1656 Administrator des Hochstifts Naumburg-Zeitz, verkaufte 1659 das Vorwerk Stendorf mit der Burgruine und dem Ort Saaleck als schriftsässiges Rittergut an seinen Kanzler. Die vier Dörfer Kleinheringen, Rödigen, Punschrau und Lachstedt bildeten als unmittelbare Amtsortschaften mit den beiden einbezirkten Rittergütern den Amtsbezirk Saaleck des Stiftsamts Naumburg.

## Zugehörige Orte
Burgen
- Burg Saaleck

Dörfer
- Kleinheringen
- Lachstedt (Exklave)
- Lengefeld (bis 1483)[14]
- Punschrau (Exklave)
- Rödigen
- Saaleck

Vorwerke
- Kreipitzsch (Vorwerk der nicht zum Amt gehörigen Rudelsburg)
- Stendorf  (Vorwerk der Burg Saaleck)

Wüstungen
- Döben und Hohendorf (bei Saaleck)[15][16]